# فلسفة العمارة
فلسفة العمارة هي فرع من فروع فلسفة الفن، والتعامل مع القيمة الجمالية للعمارة ودلالاتها والعلاقات مع تطور الثقافة.

## التاريخ
تاريخ مبكر
يتم توثيق تأثير أفلاطون على العمارة على نطاق واسع (على سبيل المثال، «المثالية»، العمارة «الأفلاطونية الجديدة»، ويمكن أن تحسب كجزء من نموذج هندسي الكلاسيكية لعلم الكونيات، ويمكن أن تعزى شعبيته إلى المفكرين في وقت سابق مثل فيثاغورس.
في التاريخ المبكر، تميز فلاسفة العمارة (technion)، (تكنيون) من بناء (ديمورغوس)، وعزا الأول إلى الصفات العقلية، وإلى الإلهية أو الطبيعية. لا يزال وجود درجة ما من الشكلية سمة مهمة في التمييز بين نمط معماري وآخر وبالتالي في التمييز بين فلسفة النمط.
نظرا لطبيعة النقد، فلسفة العمارة هي نتيجة لفلسفة الفن، والتي بدأت في التعبير عنها في كتب عن العمارة وتاريخ العمارة خلال النصف الأخير من القرن العشرين. قبل ذلك إلى حد كبير بسبب اعتمادها على التكنولوجيا والهندسة، كان ينظر إلى الهندسة المعمارية على أنها غير متوافقة، مجالات الموضوع السليم للجماليات الكلاسيكية كما حددها عمانوئيل وألكسندر غوتليب بومغارتن (ألكسندر جوتليب بومجارتن)، مع مثلهم الأعلى من «الفن النقي».
الفترة الحديثة

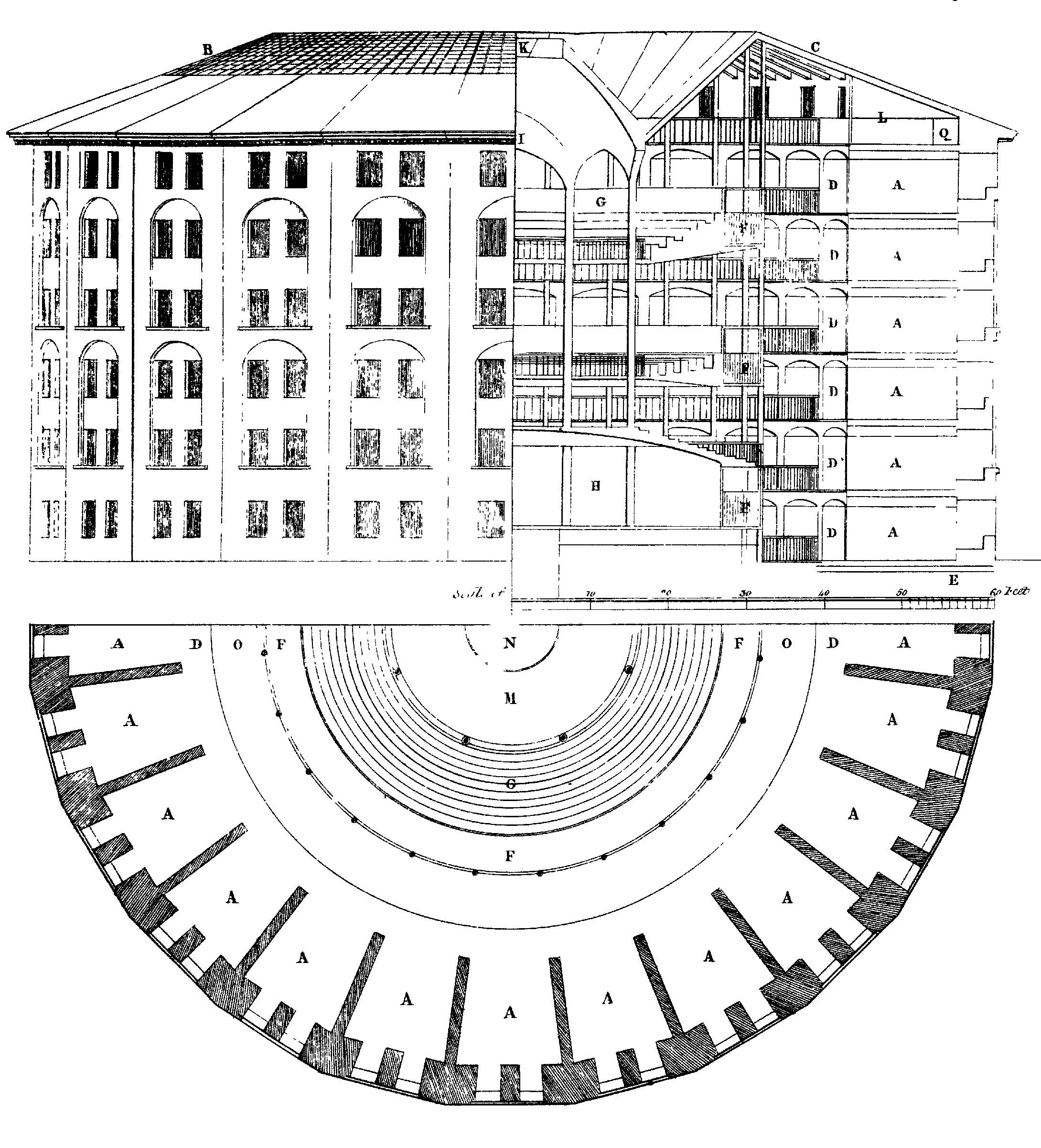
بانوبتيكون رسم جيريمي بنثام في عام 1791.

لاحظ الفيلسوف ميشيل فوكو ما بعد الحداثة، بإن العمارة قادرة على تحديد حياة المجتمع، وبالتالي فهي مهمة بشكل خاص لفهم قيم الشخص وثقافته. كان الهدف من المشروع الذي قام به جيريمي بنثام هو تهيئة بيئة شفافة خاصة للسجناء، حيث سيكون الجميع تحت المراقبة المستمرة. وعلى الرغم من أن المشروع لم يتحقق، إلا أن فكر بنثام أثر بعمق على أيديولوجية السجون، مما غيّر الممارسات الاجتماعية العقابية. في وقت واحد مع استنتاجاتها الرئيسية، وصل فوكو إلى هدف آخر - استخدامه الفعال للعمارة في الدراسات الثقافية أظهر إمكانات هذا الموضوع الفلسفي.
فلسفة العمارة كجزء كامل من فلسفة الفن، لم تكن ممكنة لولا التحول للنموذج الجمالي. الفن المنصوص عليه في ظروف الاستنساخ الميكانيكي للصورة، واضطر للبحث عن طرق جديدة. في الوقت نفسه تقريبا الأنماط المعمارية من البنائية والوظيفية تجد وسيلة لتبرير جديدة، جماليات الهندسة تماما. أصبح جانب العمارة الذي كان يعتبر عارًا (كعلامة على صلته بالاحتياجات العملية للإنسان والمجتمع) ميزة رئيسية جزء مركزي من النظام الجديد للقيم الجمالية. التكعيبية والمستقبليات وضعت الجمالية، والكامل من الأشكال الميكانيكية والمذبوحة، وحشية، ما كان قريبا جدا من نفس المثل الأعلى الهندسي. كل هذا خلق أكثر من بيئة مواتية لتغيير حالة العمارة في نظامنا للفن، فضلا عن فهمنا للفن في حد ذاته.
ما بعد الحداثة

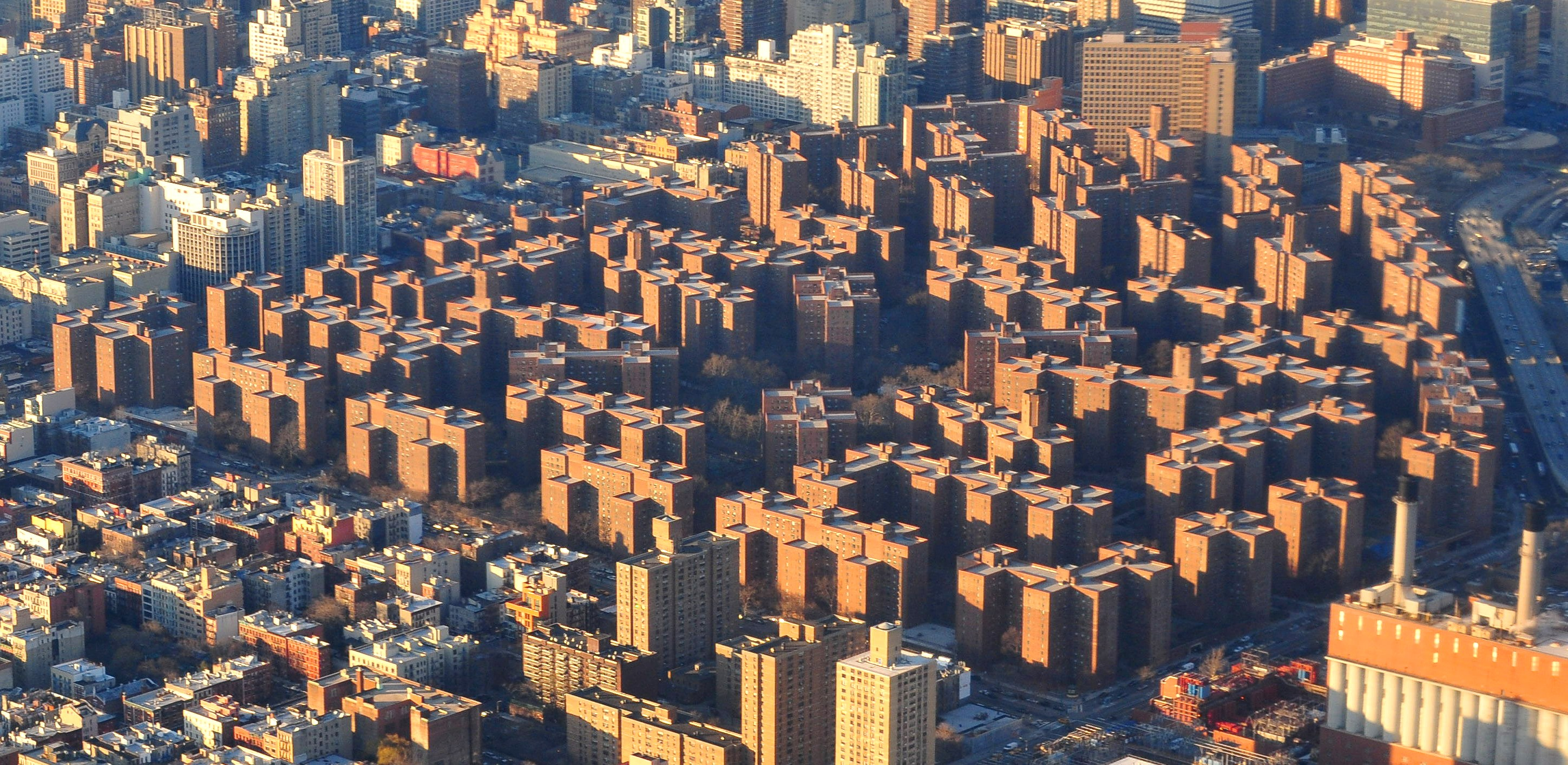
قرية بيتر كوبر من المظاهر الأولى لما بعد الحداثة

أخذت العمارة دورًا أكثر أهمية بعد تأسيس ظاهرة ما بعد الحداثة. وفقا ل "ر. مارتن" يبقى من المستغرب كم عدد الروايات المؤثرة من الحداثة الثقافية جعل الإشارة إلى الهندسة المعمارية." يذهب بعض العلماء إلى حد الادعاء بأن ما بعد الحداثة بأكملها يأتي من ممارسة العمارة، ورفض "نمط الحداثة " كنمط معماري، ومن خلال ذلك المهندسين المعماريين صياغة اصطلاح ما بعد الحداثة. يكتب جيمسون أنه في مجال العمارة، ومع ذلك، فإن التعديلات في الإنتاج الجمالي هي الأكثر وضوحاً بشكل كبير، وأن مشاكلها النظرية قد أثيرت بشكل مركزي ووضوح (...) لقد كان في الواقع من المناقشات المعمارية أن مفهومي الخاص لمرحلة ما بعد الحداثة (...) بدأ في البداية في الظهور." كما لاحظ الباحثون، "بارتس وإيكو، أخذوا جديلة من الشكلية الروسية، انظر كسر القاعدة كعلامة جمالية. الفن هو مبتكر بشكل مميز في قدرته على أن يكون علامات القيام بواجب كمعاني أخرى.
في مسرحية لا نهاية لها على الاتفاقية وكذلك داخلها أو على هامشها." مهم جدا لكتاب ما بعد الحداثة مثل بارت ويو. إيكو، رأى العمارة كمصدر للابتكارات الثورية في الفن. 

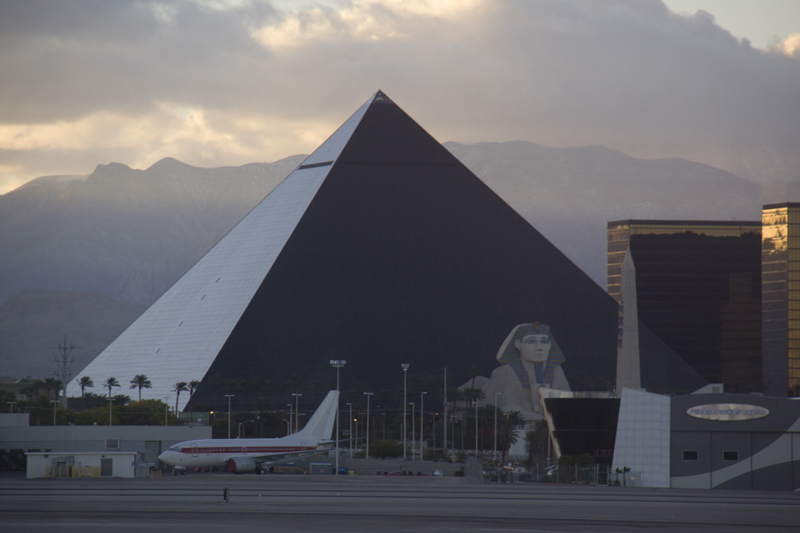
صورة كازينو " الأقصر "، وهو مثال على الهندسة المعمارية " لاس فيغاس "، والتي شكلت أساسا لما بعد الحداثية روبرت فنتوري ولعب دورا رئيسيا في تطوير مرحلة ما بعد الحداثة وفقا لجيمسون.

يعتقد جيمسون أن هناك علاقة خاصة بين ما بعد الحداثة والعمارة الأمريكية، تزامن معها ظهور العمارة الوطنية، في رأيه ظهور مصطلحات ما بعد الحداثة. لا يتفق جميع الباحثين مع ما بعد الحداثة «الأصول المعمارية»، لذلك يشير أندرياس هويسن إلى أن الإطار المفاهيمي لما بعد الحداثة قد تم تعريفه ضمن حركات معينة من الأدب. ومع ذلك، يلاحظ هذا الباحث أيضًا الدور الخاص للعمارة في تطوير ما بعد الحداثة. يصف مارتن أن «هويسين» الاعتمادات العمارة مع المساعدة في نشر مصطلح ما بعد الحداثة، في المجال الجمالي الموسع خلال 1970s. يؤكد (ليوتارد) أن مهندسي ما بعد الحداثة ليس لديهم أي شيء مشترك مع ما بعد الحداثة الحقيقية، وكما ذكر في مقاله والإجابة على السؤال: ما هو مسمى ما بعد الحداثة؟
يمكن اعتبار شخصية خاصة لفلسفة العمارة المهندس المعماري روبرت فنتوري، الذي قد يكون لعب كتبه دورًا لا يقل عن ذلك في تطوير ما بعد الحداثة، من تجاربه الأسلوبية في الهندسة المعمارية. في رفضه للحداثة المعمارية أدى فنتوري إلى البيئة الثقافية الجديدة. بهذا أظهر فنتوري وجود علاقة عميقة بين الحضارة والأشكال المعمارية.

## فيتغنشتاين وفلسفة الهندسة المعمارية
يعتبر بيت فيتغنشتاين أحد أهم الأمثلة على التفاعلات بين الفلسفة والهندسة المعمارية. وقد بنيت من قبل الفيلسوف النمساوي الشهير لودفيغ فيتغنشتاين، وكان المنزل موضوع بحث مستفيض حول العلاقة بين ملامحها الأسلوبية، وشخصية فيتجنشتاين، وفلسفته.

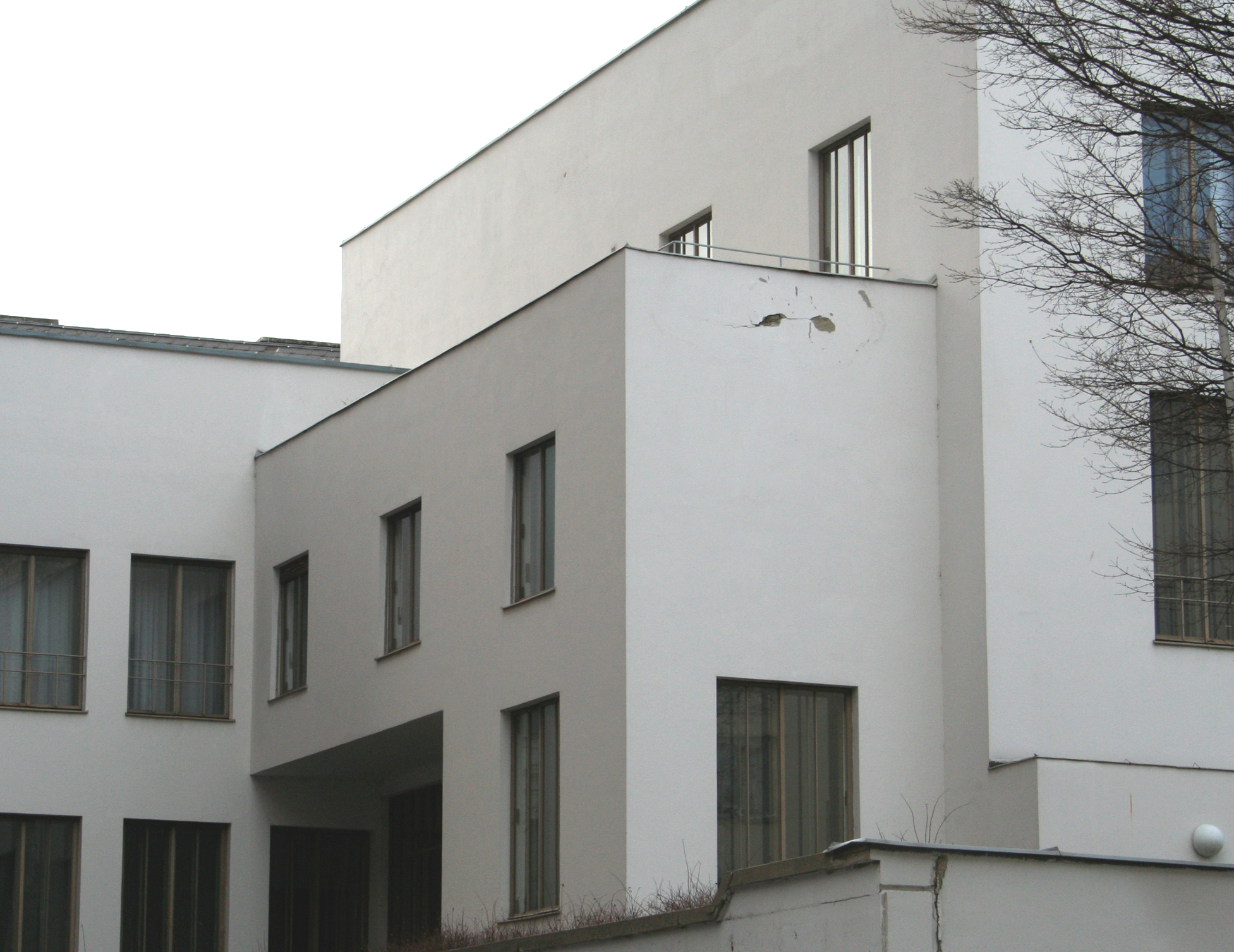
صورة منزل ويجنيستون

## قراءات إضافية

### (الأدب)
- Brodsky-Lacour C. Lines of Thought: Discourse, Architectonics, and the Origin of Modern Philosophy. (Durham: Duke University Press, 1996).
- Capon D.S. Architectural Theory: The Vitruvian Fallacy. (New York: Wiley, 1999).
- Donougho M. "The Language of Architecture." Journal of Aesthetic Education, Vol. 21, No. 3 (Autumn, 1987), pp. 53–67.
- Fisher S. "Analytic Philosophy of Architecture: A Course".
- Fisher S. "Philosophy of Architecture", Edward N. Zalta (ed.), Stanford Encyclopedia of Philosophy (Fall 2015 Edition).
- Goldblatt D. "The Frequency of Architectural Acts: Diversity and Quantity in Architecture." Journal of Aesthetics and Art Criticism. Vol. 46.
- Graham G. "Art and Architecture." British Journal of Aesthetics. Vol. 29 (1989).
- Guyer P. "Kant and the Philosophy of Architecture." The Journal of Aesthetics and Art Criticism. Special Issue: the Aesthetics of Architecture. Vol. 69. pp. 7–19.
- Haldane J.J. "Aesthetic Naturalism and the Decline of Architecture." International Journal of Moral and Social Studies. Vol. 2-3 (1987, 1988).
- Harries K. Philosophy and the Task of Architecture // Journal of Architectural Education, Vol. 40, No. 2, (Winter,1987), pp. 29–30.
- Hershberger R.G. Architecture and Meaning // Journal of Aesthetic Education, Vol. 4, No. 4, Special Issue: The Environment and the Aesthetic Quality of Life (Oct., 1970), pp. 37–55.
- Kunze D. Architecture as Reading. Virtuality, Secrecy, Monstrosity // Journal of Architectural Education (1984), Vol. 41, No. 4 (Summer, 1988), pp. 28–37.
- Leddy T. "Kant's Aesthetics: Tattoos, Architecture, and Gender-Bending".
- Macarthur, D. “Pragmatism as a Philosophy of Architecture.” Footprint: Delft Architecture Theory Journal. Special Issue: Analytic Philosophy and Architecture. Issue 20 (2017): 105–120.
- Martin R. Architecture's Image Problem. Have We Ever Been Postmodern // Grey Room, No. 22 (Winter, 2006), pp. 6–29.
- Masiero R., Ugo V. Epistemological Remarks on Architecture // Epistemologia. Vol. 14 (1991).
- O'Hear A. Historicism and Architectural Knowledge // Philosophy. Vol. 68 (1993).
- Porphyrios D. Selected Aspects of Architecture and Philosophy in 18th Century Theory // International Architect 1 4 (1981).
- Rykwert J. The First Modems: the Architects of the Eighteenth Century (Cambridge: MIT Press, 1980).
- Scruton, Roger The Aesthetics of Architecture, Princeton University Press; First Edition (1979)
- Smith Chr. Architecture in the Culture of Early Humanism: Ethics, Aesthetics, and Eloquence, 1400-1470 (New York: Oxford University Press, 1992).
- Suppes P. Rules of Proportion in Architecture // Midwest Studies in Philosophy. Vol. 16 (1991).
- Weiss A.S. Mirrors of Infinity: The French Formal Garden and 17th Century Metaphysics (Princeton: Princeton Architectural Press, 1995).
- Whyte W. How Do Buildings Mean. Some Issues of Interpretation in the History of Architecture // History and Theory, Vol. 45, No. 2 (May 2006), pp. 153–177.
- Winters E. Technological Progress and Architectural Response // British Journal of Aesthetics. Vol. 31 (1991).
- Wood R.E. Architecture: The Confluence of Art, Technology, Politics, and Nature // American Catholic Philosophical Quarterly. Vol. 70 (1996).

### (التحليل الفلسفي لهندسة فيتغنشتاين)
- Himmelfarb G. "Jeremy Bentham's Haunted House." Victorian Minds. (Knopf, 1968).
- Macarthur, D. “Working on Oneself in Philosophy and Architecture: A Perfectionist Reading of the Wittgenstein House.” Architectural Theory Review, vol. 19, no. 2 (2014): 124–140.
- Tilghman B.R. "Ludwig Wittgenstein, Architect." Journal of Aesthetics and Art Criticism. Vol. 53 (Fall).
- Wijdeveld P. Ludwig Wittgenstein, Architect. (MIT Press, 1994).
- Wilson S.J. "The Play of Use and the Use of Play: an Interpretation of Wittgenstein's Comments on Architecture." Architectural Review. 180.1073 (July 1986).

## الروابط الخارجية
- Philosophy of Architecture article in the Internet Encyclopedia of Philosophy